# 梅花皓月図
『梅花皓月図』（ばいかこうげつず）は、伊藤若冲の日本画『動植綵絵』の全30幅中の1幅である。満月に照らされた白梅が描かれている。

## 背景
『動植綵絵』は江戸時代の日本画家・伊藤若冲の代表作のひとつである。若冲は両親、弟、自分自身の永代供養を願って『釈迦三尊像』と本画を製作し、1765年に相国寺に寄進した。その後は同寺のもとに伝わったが、同寺が廃仏毀釈の影響で貧窮したため、1889年（明治22年）に1万円の下賜金と引き換えに明治天皇へと献上された。その後は御物として皇室の管理化にあったが、1989年（平成元年）に日本国へ寄贈され皇居三の丸尚蔵館の所蔵となった。『動植綵絵』の題は若冲が自ら寄進状に記した名称であり、その名の通り30幅いずれもさまざまな動植物をモチーフとしている。『動植綵絵』の大きな特徴として独創的な色彩表現が挙げられる。技法自体は伝統的な絹絵の表現方法を踏襲しているものの、絵具の種類やその重ね方、裏彩色の活かし方を工夫することで独自の色彩表現として成立している。皇居三の丸尚蔵館学芸室主任研究官の太田彩は本作の製作にかかった10年を「若冲飛躍の10年であり、若冲画風確立の10年であった」と述べている。また、若冲の作品群の中でも特に高い評価を得ており、「『動植綵絵』は別格」などとも評される。本項では『動植綵絵』30幅のうち1幅『梅花皓月図』について詳述する。

## 内容
満月に照らされた白梅が描かれている。寸法は縦142.3センチメートル、横79.7センチメートルである。『藤景和画記』では「羅浮寒色」（らふかんしょく）と題されている。若冲が1755年（宝暦5年）に制作した『月梅図』（バーク・コレクション蔵）とほとんど同じ図様である。違いとしては本画のほうが陰影がより明確に描かれている点、苔の緑青が濃い点、梅の花びらに施された胡粉が薄くなっている点があり、太田彩は本画のほうが「より洗練された画面」であると評している。狩野博幸は逆光で梅の枝の黒さが強調されている点を指摘し、「奇怪さが増幅されている」と評している。辻惟雄は『月梅図』および『梅花小禽図』について細身の枝に淡い彩色が施されている点を挙げて「春らしい若やいだ雰囲気」と評する一方、本画については季節感のなさ、樹肌の褐色、墨による隈取りによって「老木の神秘感」と「暗鬱な雰囲気」があらわされていると述べている。鳥が描かれていないのは『動植綵絵』としては珍しい。
1本の梅の木から伸びる無数の梅花が描かれており、画面の右上には枝越しに満月が描かれている。梅の幹と枝は現実にはありえないような形状であり、狩野はその見た目を蛇がのたうち回る姿に喩えている。枝の形状は動植綵絵の『梅花小禽図』と類似しているが、枝がより太くたくましく描かれている。枝先は墨の濃淡を使い分けており、薄墨で輪郭を描いた上から濃い墨を重ねることで枝の遠近感を表現している。幹の一部には群青での彩色が施されているが、緑と青の染料は一切用いられていない。梅の花びらは胡粉によって彩色されており表裏共に薄塗りである。表彩色のみのもの、裏彩色のみのもの、表裏両方から彩色したものの3種類にわかれている。裏彩色のみのものはわずかな輪郭線のみが残っているように見える。ただし経年劣化による表面の剥落や、かつての修復時に裏彩色の剥落があったと考えられているため、当時の描写の全体像は正確にはわかっていない。蕊と萼の彩色は表から行われている。蕊の黄は石黄によるもので、明るい黄色と橙寄りの濃い黄の2種類が用いられているが、緑青と重なる部分では茶に変色している。萼の赤は染料によるものである。
木の幹にはサルノコシカケが描かれており、黄土の裏彩色が施されている。画面上部左上にはイラガの繭と思われる虫が描かれており、表面からはわずかな辰砂が、裏彩色では黄土が施されている。さらにその上から濃淡の墨線で彩色されている。苔は緑青で表現されており、1本線ではなく点描によって描かれている。

## 落款
款記には「居士若冲製」とある。印は白文方印で「汝鈞」と、朱文円印で「藤氏景和」と捺されている。「汝鈞」は名、「景和」は字、「藤」は姓を意味する。